# Varietate hiperbolică

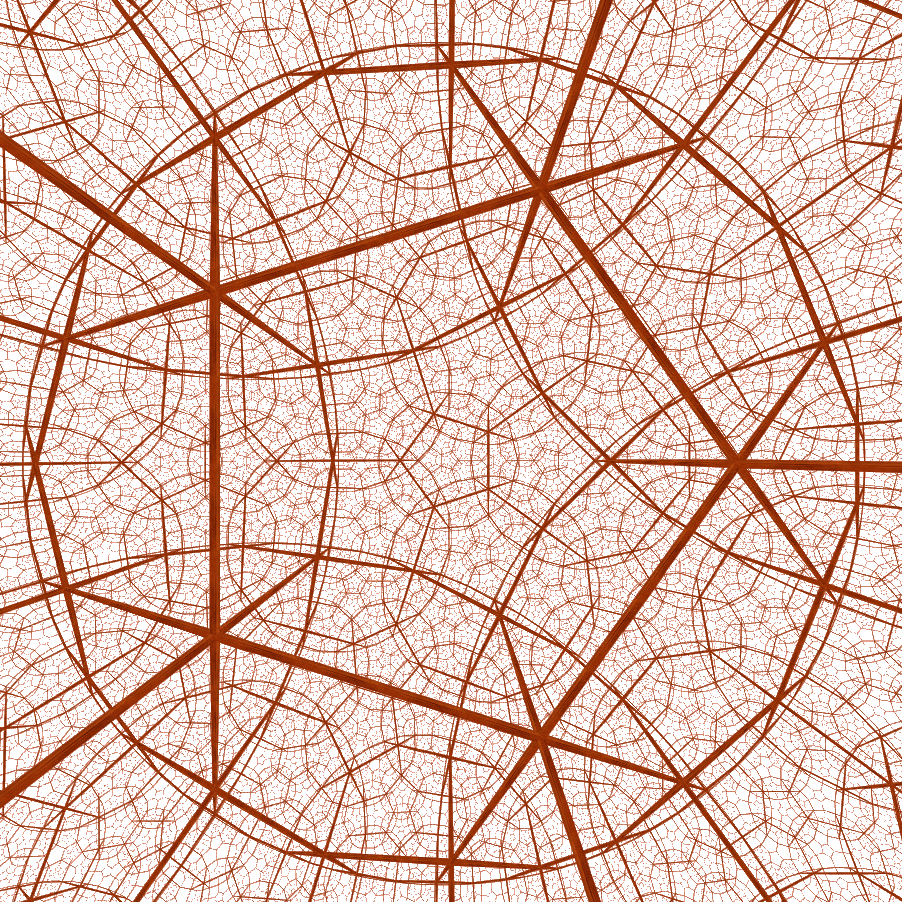
O proiecție în perspectivă (adică ce ar putea vedea un observator) a unei într-o 3-varietate hiperbolică

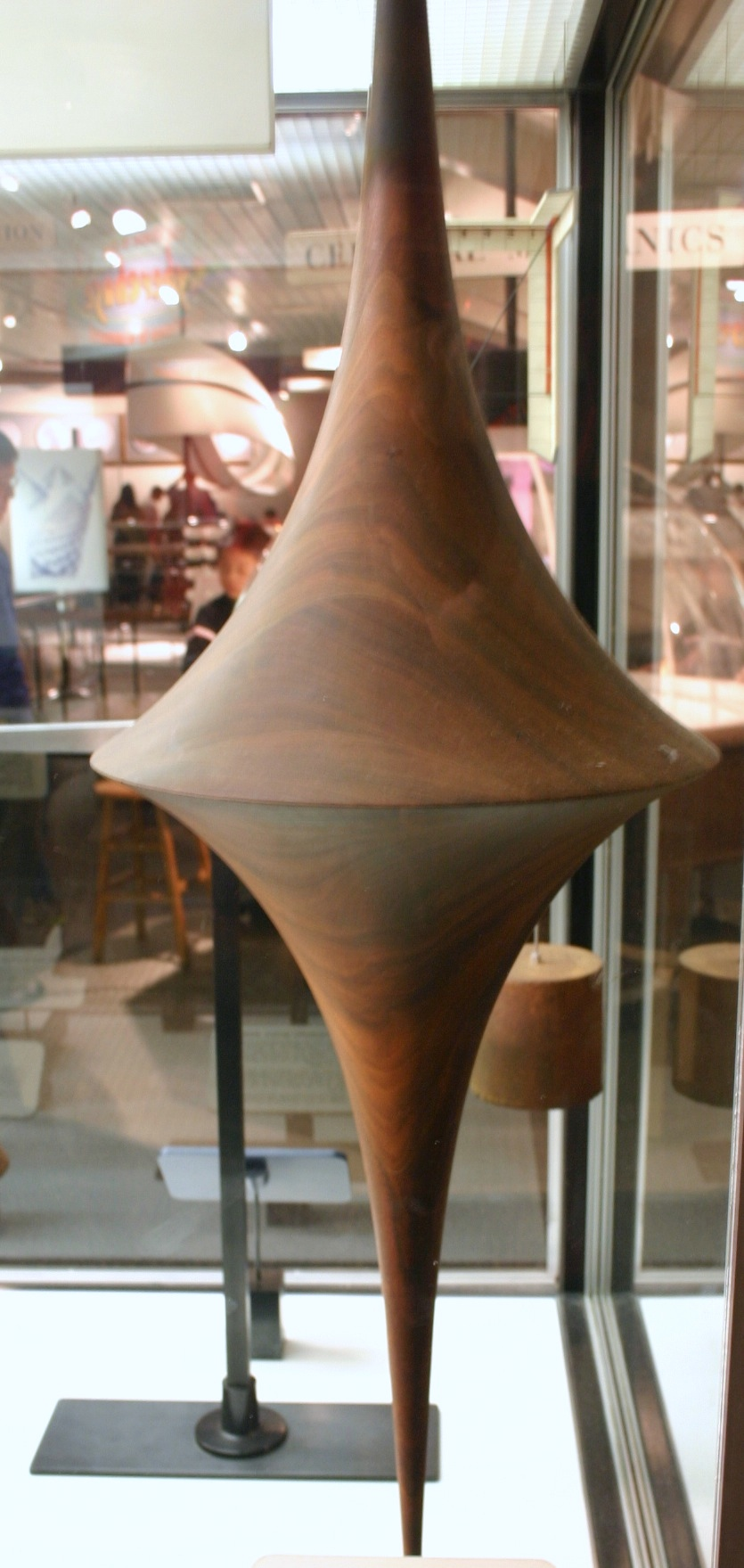
Pseudosferă. Fiecare jumătate a acestei forme este o 2-varietate (adică suprafață) hiperbolică cu frontieră

În matematică o varietate hiperbolică este un spațiu în care fiecare punct arată local ca un spațiu hiperbolic de o anumită dimensiune. Ele sunt studiate în special în dimensiunile 2 și 3, unde sunt numite suprafețe Riemann⁠(d) hiperbolice, respectiv 3-varietăți hiperbolice. În aceste dimensiuni ele sunt importante deoarece majoritatea varietăților pot fi transformate într-o varietate hiperbolică printr-un homeomorfism⁠(d). Aceasta este o consecință a teoremei de uniformizare⁠(d) pentru suprafețe și a teoremei de geometrizare⁠(d) pentru 3-varietăți demonstrată de Perelman.

## Definiție riguroasă
O n-varietate hiperbolică este o n-varietate riemanniană⁠(d) completă cu curbura secțională constantă −1.
Orice varietate simplu conexă, completă, cu curbură negativă constantă −1 este izometrică în spațiul hiperbolic real {\displaystyle \mathbb {H} ^{n}}. Ca rezultat, acoperirea universală a oricărei varietăți închise M cu curbură negativă constantă −1 este {\displaystyle \mathbb {H} ^{n}}. Astfel, fiecare astfel de M poate fi scrisă ca {\displaystyle \mathbb {H} ^{n}/\Gamma } unde {\displaystyle \Gamma } este un grup discret de izometrii fără torsiune pe {\displaystyle \mathbb {H} ^{n}}. Adică {\displaystyle \Gamma } este un subgrup discret al {\displaystyle SO_{1,n}^{+}\mathbb {R} }. Varietatea are volum finit dacă și numai dacă {\displaystyle \Gamma } este o rețea (subgrup discret).

## Exemple
Cel mai simplu exemplu de varietate hiperbolica este spațiul hiperbolic, deoarece fiecare punct din spațiul hiperbolic are o vecinătate izometrică cu spațiul hiperbolic.
Un exemplu simplu, netrivial, este un tor cu o singură perforație. Acesta este un exemplu de (Isom({\displaystyle \mathbb {H} ^{2}}), {\displaystyle \mathbb {H} ^{2}}) -varietate. Acesta poate fi formată luând un dreptunghi ideal în {\displaystyle \mathbb {H} ^{2}} — adică un dreptunghi în care vârfurile sunt pe frontiera de la infinit, prin urmare, nu există în varietatea rezultată — și făcând să fie identice imaginile opuse.

Stânga: O diagramă de lipire a sferei cu trei perforații. Marginile care sunt colorate la fel sunt lipite între ele. Punctele în care se întâlnesc liniile (inclusiv punctul de la infinit) se află la limita spațiului hiperbolic și, prin urmare, nu fac parte din suprafață.
Dreapta: Suprafața rezultată prin lipiri.

Similar se poate construi sfera cu trei perforații, prezentată alături, prin lipirea a două triunghiuri ideale împreună. Figura arată cum trebuie desenate curbele pe suprafață — linia neagră din diagramă devine o curbă închisă atunci când marginile verzi sunt lipite împreună. Deoarece se lucrează cu o sferă perforată, cercurile colorate din suprafață (inclusiv limitele lor) nu fac parte din suprafață, prin urmare sunt reprezentate în diagramă ca vârfuri ideale.